# Tilmàtli

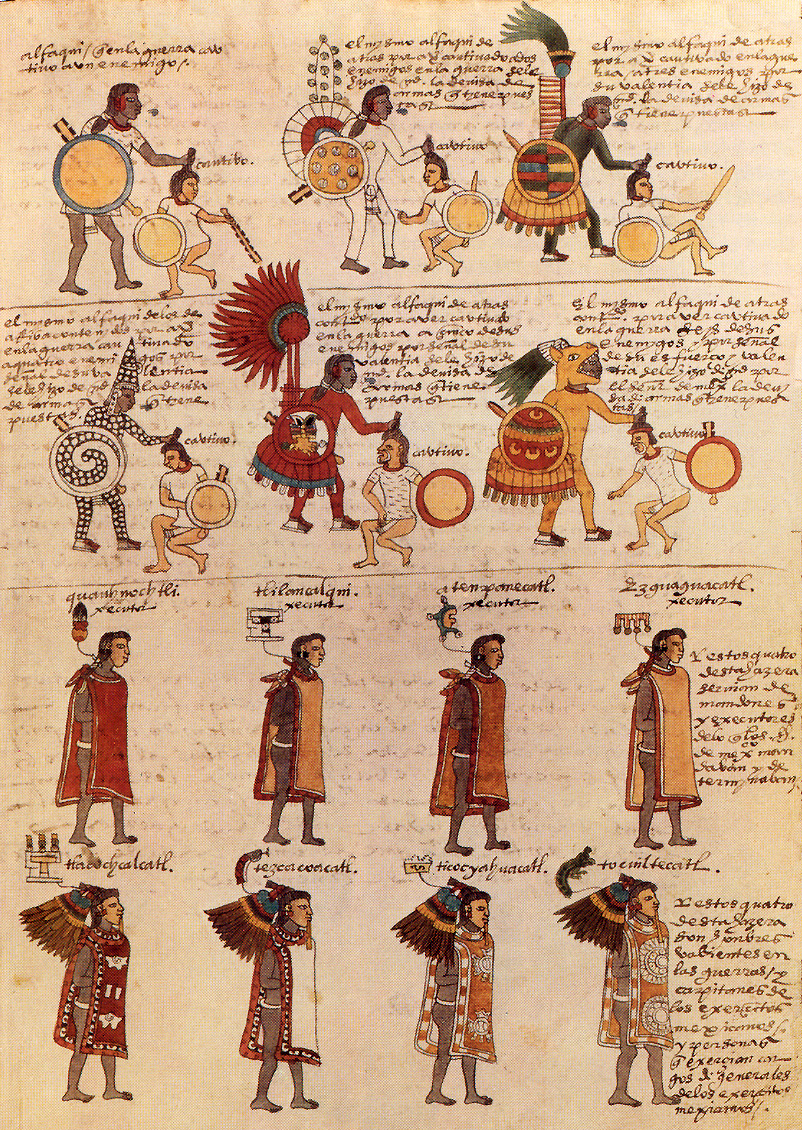
Azték harcosok és papok ábrázolása a Mendoza-kódexben harci öltözetben és tilmátli tunikában.

A tilmátli vagy tilma (klasszikus navatl nyelven: tilmahtli, kiejtése: [tilmaʔtɬi]) férfi felsőruha, amelyet a spanyol hódítás körüli időben hordtak az aztékok és Közép-Amerika más népei, hosszú kötényként, vagy a válluk köré vetve köpenyként. Ha szükség volt rá, batyut kötöttek belőle.

## Stílusa
Számos különböző fajtája létezett, aszerint hogy viselője milyen társadalmi osztályból származott. A felső osztályokba tartozóké gyapotszövetből készült és a jobb váll felett megcsomózva viselték, a középosztálybeliek az amerikai agave kaktusz szálaiból szőtt durvább ayate szövetből készült és a bal váll felett csomózták meg. Az alsóbb osztályok a nyak mögött is megköthették, így szállításra szolgálhatott.

Az azték férfiak által a spanyol hódító háborúk előtt viselt tilmátli-fajták, amelyek viselőjük társadalmi helyzetét jelzik:

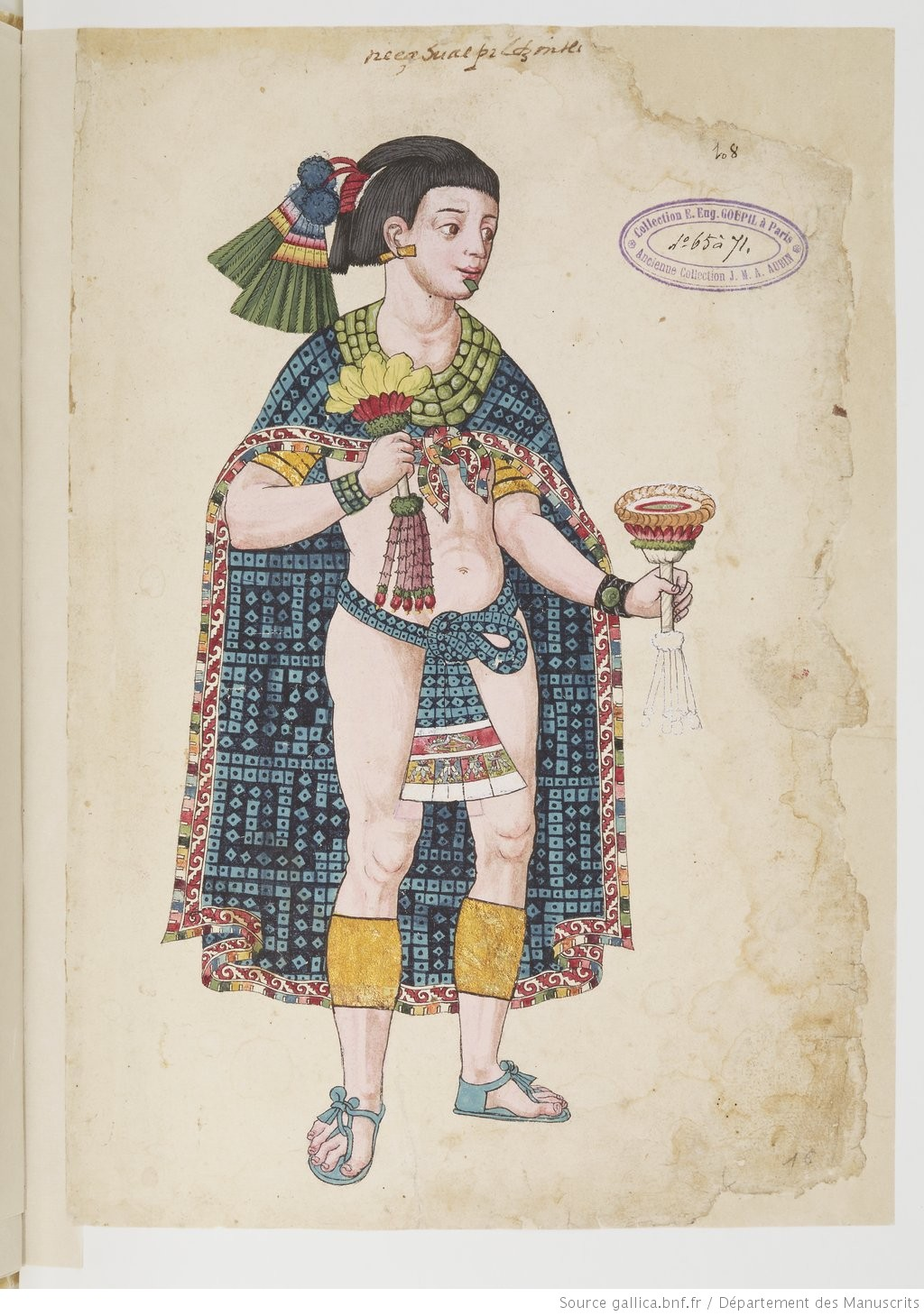
Nezahualpiltzintli, Texcoco uralkodójának 17. századi ábrázolása az Ixtlilxochitl kódexből. Az uralkodó tilmátli-t visel.

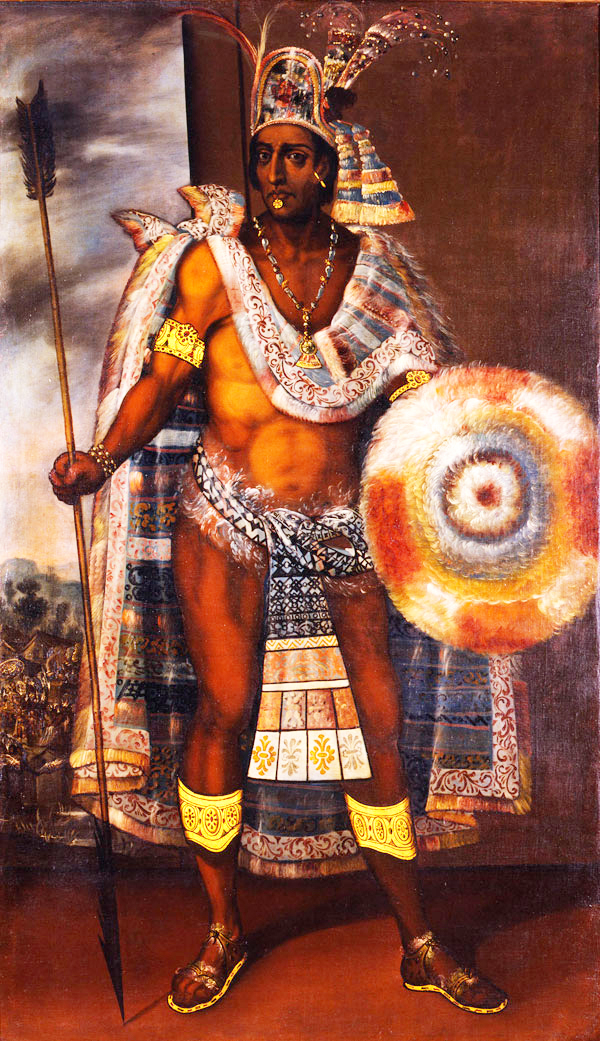
II. Moctezuma, az Azték Birodalom tizedik császára (élt: 1466 – 1520. június 30., uralkodott: 1502 – 1520). Európai festmény az uralkodóról, amelyen tilmátlit visel.

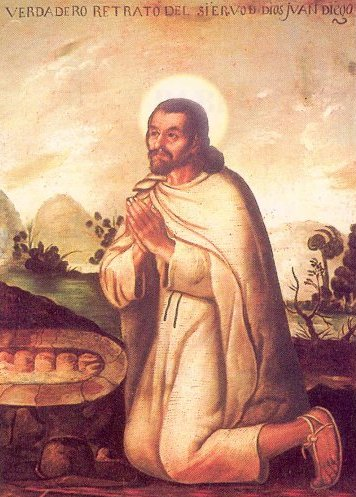
Juan Diego, az első őslakos amerikai szent, akinek 1531 decemberében a feljegyzések szerint megjelent a Guadalupei Szűzanya. A szűz tiszteletére emelt templomban azóta is őrzik a földműves tilmátli-ját.

## Juan Diego és a Guadalupei Miasszonyunk
A leghíresebb tilma Juan Diegóé volt, akinek 1531 decemberében a feljegyzések szerint megjelent a Guadalupei Szűzanya és arra kérte, azon a helyen építsenek templomot. A püspök azt kívánta Juan Diegótól, hogy bizonyítsa a jelenést. A Miasszonyunk tanácsára Juan rózsákat szedett a tilmájába az egyébként kopár, téli Tepeyac dombon. Amikor a püspök előtt kihullottak a tilmából a rózsák, a szöveten kirajzolódott a Szűzanya képe. A Tepeyacra épült bazilikában évente 15-20 millió zarándok látogatja meg az itt őrzött ikont.

## Jegyzetek

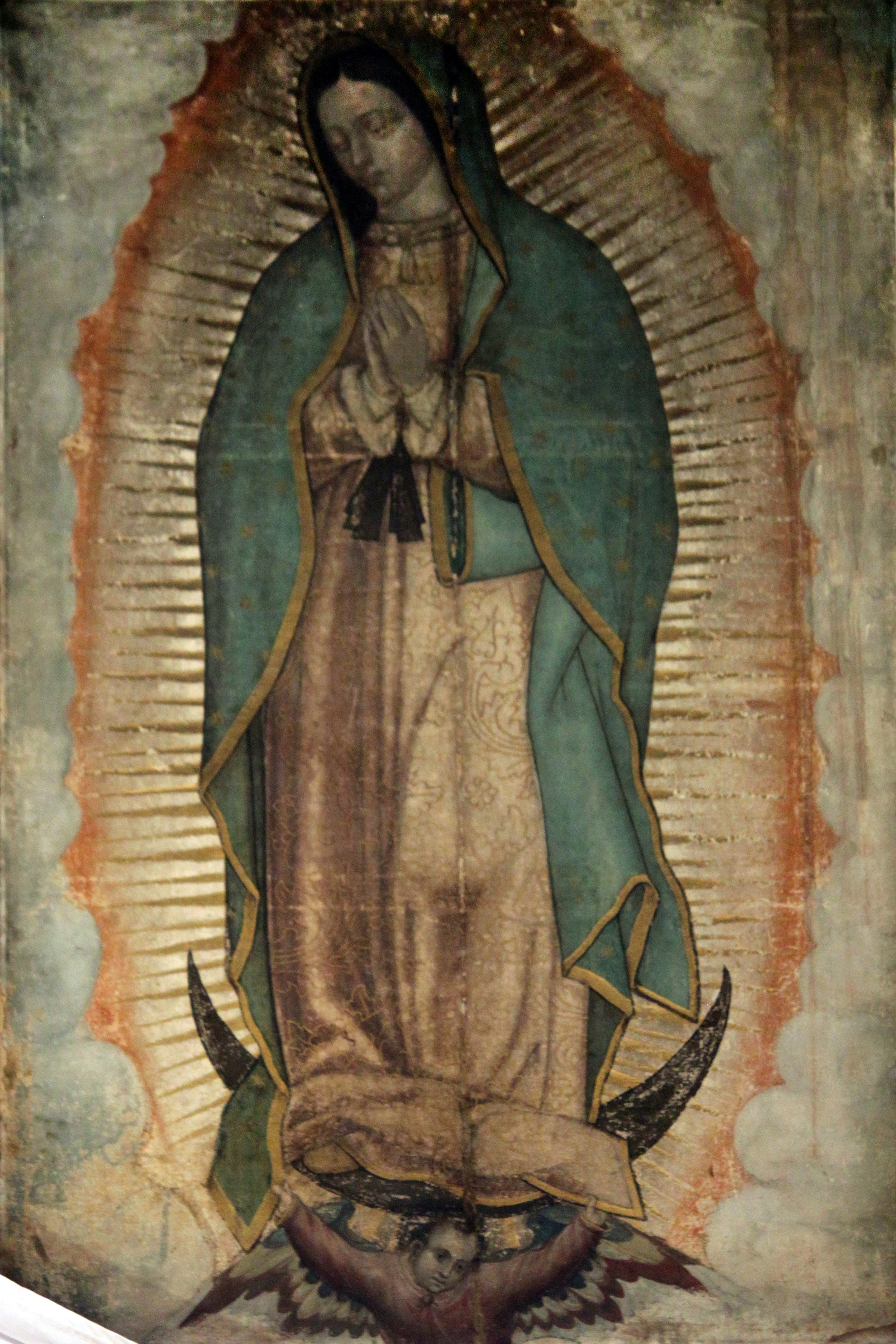
A Guadalupei Szűzanya vagy Guadalupei Miasszonyunk eredeti képe a Méxikóvárosban található Guadalupei bazilikában. A katolikus egyház a Juan Diego köpenyén kirajzolódott Mária ábrázolást természetfeletti eredetű képnek tekinti.